# オンブローネ川
オンブローネ川（オンブローネがわ、イタリア語: Ombrone、ラテン語: Umbro）は、イタリア中部、トスカーナ州を流れる長さ160 kmの川である。
オンブローネ川の水源は、キアンティ山地の南東にある、カステルヌオーヴォ・ベラルデンガ近くに位置する。うねりながら流れた後、イスティア・ドンブローネ近くの平地に達する前に、アルビア川とメルセ川、オルチャ川などの支流と合流する。
ティレニア海に流れ込む前に、川はグロッセート市の近くを通過する。マレンマ国立公園にあるオンブローネ川河口およびトラッポラ沼一帯は湿地と砂丘が多く、2016年にラムサール条約登録地となった。

## 支流
- アルビア川（英語版）
- メルセ川（英語版）
- オルチャ川